# Elaphe anomala
Elaphe anomala är en ormart som beskrevs av Boulenger 1916. Elaphe anomala ingår i släktet Elaphe och familjen snokar. Inga underarter finns listade i Catalogue of Life.
Arten förekommer i Kina i provinsen Inre Mongoliet. Honor lägger ägg.